# Cole Hocker
Cole Hocker (6 juni 2001) is een Amerikaanse middellangeafstandsloper, die is gespecialiseerd in de 1500 m. Hij is meervoudig Amerikaans kampioen en veroverde in 2021 bovendien een drietal NCAA-titels. Daarna brak hij zijn studie af en werd professioneel atleet. Hij nam tweemaal deel aan de Olympische Spelen en veroverde bij die gelegenheden een gouden medaille.

## Loopbaan

### Jeugd en eerste atletieksuccessen
Hocker, die opgroeide in Indianapolis, begon al op jeugdige leeftijd met hardlopen. Toen hij in de achtste klas van de lagere school zat, liep hij de mijl al in 4.36. Als highschool-leerling won hij veel wedstrijden op regionaal en nationaal niveau. Vooral in het veldlopen was hij succesvol. Daarna kreeg hij van verschillende universiteiten studiebeurzen aangeboden. Hij koos ten slotte voor de Universiteit van Oregon en kwam van 2019 tot 2021 als lid van de 'Oregon Ducks' uit in de NCAA-studentencompetitie. Dit leidde in 2021 eerst tot twee NCAA-indoortitels, op de mijl en de 3000 m, waarna hij in het outdoorseizoen ook op de 1500 m NCAA-kampioen werd. 

### Olympisch debuut in Tokio
Vervolgens veroverde Hooker op de 1500 m zijn eerste Amerikaanse titel en werd hij uitgezonden naar de uitgestelde Olympische Spelen in Tokio. Hier maakte hij zijn olympisch debuut op de 1500 m, waarin hij de finale bereikte. In die finale liep hij in een persoonlijk record van 3.31,40 naar de zesde plaats.

### Titels en PR’s
In 2022 veroverde Hocker tijdens het indoorseizoen de Amerikaanse indoortitels op de 1500 en 3000 m, waarbij hij op de 1500 in 3.39,09 een kampioenschapsrecord vestigde. Hij zag echter af van deelname aan de wereldindoorkampioenschappen in Belgrado, omdat hij zich wilde concentreren op het outdoorseizoen. Tijdens de Amerikaanse baankampioenschappen liep hij echter een blessure op, waardoor hij zich niet wist te kwalificeren voor de wereldkampioenschappen in Eugene.

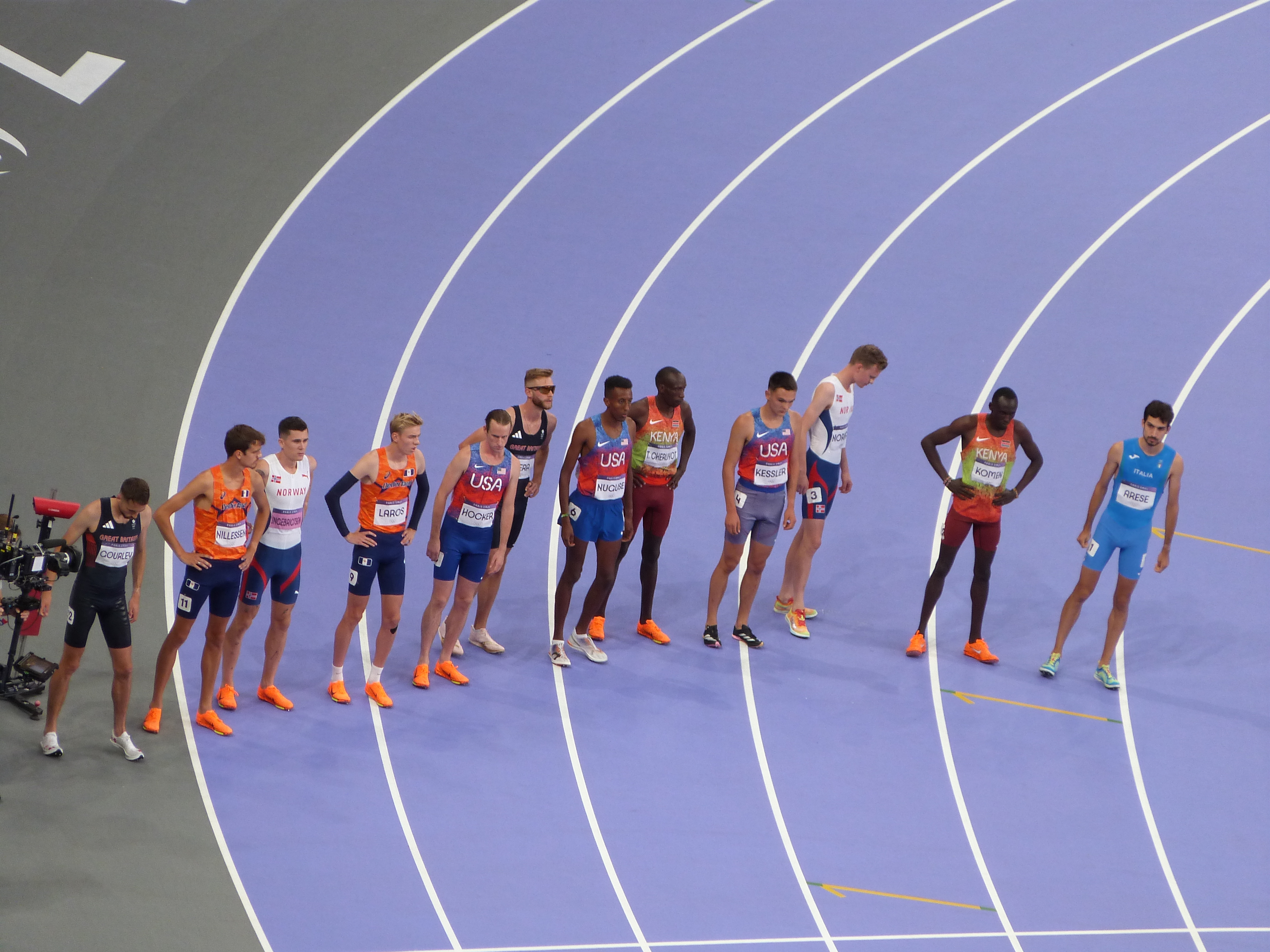
Startopstelling voor de finale 1500 m op de Olympische Spelen 2024. Vijfde van links Cole Hocker.

In het jaar dat volgde wist Hocker zich wel te plaatsen voor de WK in Boedapest door ditmaal op de Amerikaanse kampioenschappen derde te worden op de 1500 m. In de Hongaarse hoofdstad werd de Amerikaan in de door de Brit Josh Kerr in 3.29,38 gewonnen finale zevende in zijn persoonlijk beste tijd van 3.30,70. Ter afsluiting van het seizoen liep Hocker in september een race over 1 Engelse mijl tijdens de Prefontaine Classic. Hierin werd hij zesde in 3.48,08, de op vier na snelste tijd die ooit door een Amerikaan op deze afstand werd gelopen.     

### Goud op de Spelen in Parijs
Hocker begon het olympische jaar 2024 door allereerst op de 1500 m zijn tweede Amerikaanse indoortitel te veroveren. Vervolgens veroverde hij op die afstand de zilveren medaille op de WK indoor in Glasgow. Op de Amerikaanse baankampioenschappen werd Hocker daarna voor de tweede keer kampioen op de 1500 m, waarmee hij zich kwalificeerde voor de Olympische Spelen van Parijs.  Hier bereikte hij een absoluut hoogtepunt in zijn atletiekloopbaan door op de 1500 m het goud te grijpen. In een finale, waarin regerend olympisch kampioen Jakob Ingebrigtsen het deelnemersveld een hoog tempo oplegde, trok Hocker in de eindsprint aan het langste eind. Van de eerste zes finishers die allemaal binnen de 3.30 bleven, was de Amerikaan het snelst in 3.27,65, een olympisch en Noord- en Midden-Amerikaans record. Ingebrigtsen werd zelf slachtoffer van het door hem opgelegde tempo en leed als vierde aankomende een gevoelige nederlaag.

## Titels
- Olympisch kampioen 1500 m - 2024
- NCAA-kampioen 1500 m - 2021
- NCAA-indoorkampioen 1 Eng. mijl - 2021
- NCAA-indoorkampioen 3000 m - 2021
- Amerikaans kampioen 1500 m - 2021, 2024
- Amerikaans indoorkampioen 1500 m - 2022, 2024
- Amerikaans indoorkampioen 3000 m - 2022

## Persoonlijke records
Outdoor
| Afstand     | Prestatie    | Datum             | Plaats      |
| ----------- | ------------ | ----------------- | ----------- |
| 800 m       | 1.45,63      | 9 juni 2024       | Portland    |
| 1500 m      | 3.27,65 (AR) | 6 augustus 2024   | Parijs      |
| 1 Eng. mijl | 3.48,08      | 16 september 2023 | Eugene      |
| 3000 m      | 8.49,33      | 19 februari 2021  | Eugene      |
| 5000 m      | 12.58,82     | 17 mei 2024       | Los Angeles |

Indoor
| Afstand           | Prestatie | Datum            | Plaats       |
| ----------------- | --------- | ---------------- | ------------ |
| 800 m             | 1.48,44   | 13 februari 2021 | Fayetteville |
| 1000 m            | 2.18,22   | 25 januari 2025  | Blacksburg   |
| 1500 m            | 3.36,69   | 3 maart 2024     | Glasgow      |
| 1 Eng. mijl       | 3.50,35   | 11 februari 2022 | Chicago      |
| 3000 m            | 7.23,14   | 8 februari 2025  | New York     |
| 2 Eng. mijl       | 8.05,70   | 11 februari 2024 | New York     |
| 1 Eng. mijl (weg) | 4.08      | 6 juni 2019      | Indianapolis |

## Palmares

### 1500 m
- 2021:  NCAA-kamp. - 3.35,35
- 2021:  Amerikaanse kamp. - 3.35,28
- 2021: 6e OS - 3.31,40
- 2022:  Amerikaanse indoorkamp. - 3.39,09
- 2023:  Amerikaanse kamp. - 3.35,46
- 2023: 7e WK - 3.30,70
- 2024:  Amerikaanse indoorkamp. - 3.37,51
- 2024:  WK indoor - 3.36,69
- 2024:  Amerikaanse kamp. - 3.30,59
- 2024:  OS - 3.27,65

### 1 Eng. mijl
- 2021:  NCAA-indoorkamp. - 3.53,71

### 3000 m
- 2021:  NCAA-indoorkamp. - 7.46,15
- 2022:  Amerikaanse indoorkamp. - 7.47,50

1896: Teddy Flack ·
1900: Charles Bennett ·
1904: Jim Lightbody ·
1908: Mel Sheppard ·
1912: Arnold Jackson ·
1920: Albert Hill ·
1924: Paavo Nurmi ·
1928: Harri Larva ·
1932: Luigi Beccali ·
1936: Jack Lovelock ·
1948: Henry Eriksson ·
1952: Josy Barthel ·
1956: Ron Delany ·
1960: Herb Elliott ·
1964: Peter Snell ·
1968: Kipchoge Keino ·
1972: Pekka Vasala ·
1976: John Walker ·
1980: Sebastian Coe ·
1984: Sebastian Coe ·
1988: Peter Rono ·
1992: Fermín Cacho ·
1996: Noureddine Morceli ·
2000: Noah Ngeny ·
2004: Hicham El Guerrouj ·
2008: Asbel Kiprop ·
2012: Taoufik Makhloufi ·
2016: Matthew Centrowitz ·
2020: Jakob Ingebrigtsen ·
2024: Cole Hocker